# Calymperes quintasii
Calymperes quintasii là một loài rêu trong họ Calymperaceae. Loài này được Broth. mô tả khoa học đầu tiên năm 1890.